# Polypodium lenormandii
Polypodium lenormandii là một loài dương xỉ trong họ Polypodiaceae. Loài này được Hook. & Baker mô tả khoa học đầu tiên năm 1874.
Danh pháp khoa học của loài này chưa được làm sáng tỏ. 